# Фадеев, Иван Иванович (полный кавалер ордена Славы)
Ива́н Ива́нович Фаде́ев (8 сентября 1920 — 25 июля 2002) — старший сержант Советской армии, начальник радиостанции 718-го стрелкового полка (139-я стрелковая дивизия, 49-я армия, 2-й Белорусский фронт), полный кавалер ордена Славы.

## Биография
Иван Иванович Фадеев родился в деревне Кротовка Куркинской волости Ефремовского уезда Тульской губернии (в настоящее время Куркинский район, Тульской области). Русский. Окончил 7 классов школы. В 1937 году жил и работал в Москве в тресте «Мосжилстрой». Окончил ремесленное училище. Переехал в Рыбинск, где работал электрослесарем на заводе дорожных машин.
1 января 1943 года призван Рыбинским райвоенкоматом в ряды Красной армии, с 1 марта 1943 года на фронтах Великой Отечественной войны.
28 августа 1943 года за обеспечение беспрерывной связи командира полка с батальонами в период наступательных боёв приказом по полку рядовой Фадеев был награждён медалью «За отвагу».
28 марта 1944 года в наступательном бою у города Чаусы выполнял работу линейного надсмотрщика. Под непрерывным пулемётным и миномётным огнём 7 раз устранял повреждения линий связи, давая возможность командованию полка управлять ходом боя. В этом бою Фадеев был ранен, но с поля боя не ушёл, пока подразделения не выполнили свою боевую задачу. Приказом по 139 стрелковой дивизии от 22 апреля 1944 года награждён орденом Славы 3-й степени.
В сентябре 1944 года в боях на Наревском плацдарме сержант Фадеев находился с рацией в боевых порядках пехоты и со своей рацией обеспечивал бесперебойную связь с командиром полка, что дало возможность управлять ходом боя. Приказом по 49-й армии от 2 октября 1944 года награждён орденом Славы 2-й степени.
В январе 1945 года в наступательных боях на польский город Черск старший сержант Фадеев находился в войсках, обеспечивая непрерывную связь командира батальона с командиром полка. Указом Президиума Верховного Совета СССР от 10 апреля 1945 года награждён орденом Славы 1-й степени.
Демобилизовался в мае 1946 года. Работал на шахтах в Донбассе, работал на проходке тоннелей на железной дороге Абакан — Тайшет. Перед пенсией работал электромонтёром на гидрошахте «Юбилейная» в Новокузнецке Кемеровской области.

## Память
- Похоронен в городе Белово Кемеровской области.